# Тине
Тине (фр. Tinée) је река у Француској. Дуга је 70 km. Улива се у Вар. 